# Athyrium kawabatae
Athyrium kawabatae är en majbräkenväxtart som beskrevs av Kurata. Athyrium kawabatae ingår i släktet Athyrium och familjen Athyriaceae. Inga underarter finns listade.